# Цілолист голий
Цілолист голий, гаплофіл льонолисниковий (Haplophyllum thesioides) — вид квіткових рослин із родини рутових.

## Біоморфологічна характеристика
Кущ 20–35 см заввишки. Вся рослина майже гола. Стебло від основи сильно розгалужене. Чашолистки яйцеподібні, коротко загострені, по краю хвилясто-зубчасті та розсіяно-коротко-війчасті. Пелюстки 8-9 мм завдовжки, жовті, біля основи на спинці трохи рудуваті. Період цвітіння: травень — липень.

## Середовище проживання
Вид росте в Україні, пд.-євр. Росії, Болгарії й Туреччині.
В Україні вид росте на вапнякових, кам'янистих і щебенистих схилах — майже по всьому Криму (не вказано для Тарханкутського півострова), зрідка.